# Stasina portoricensis
Stasina portoricensis là một loài nhện trong họ Sparassidae.
Loài này thuộc chi Stasina. Stasina portoricensis được Alexander Petrunkevitch miêu tả năm 1930.